# Shirley Palmer
Shirley Palmer (25 de dezembro de 1908 - 29 de março de 2000) foi uma atriz de cinema estadunidense da era do cinema mudo, que atuou em 23 filmes entre 1926 e 1934.

## Biografia
Nascida no Natal in Chicago, Illinois, Palmer iniciou sua carreira cinematográfica em 1926, ao lado de Oliver Hardy em A Bankrupt Honeymoon. Estrelou quatro filmes em 1926, e em 1927 atuou em Burning Gold, ao lado de Herbert Rawlinson. Atuou em cinco filmes em 1927, o mais conhecido deles The Magic Flame, estrelado por Ronald Colman. Em 1928 atuou em sete filmes, entre eles Prowlers of the Sea, com Carmel Myers e Ricardo Cortez, e Marriage by Contract, com Patsy Ruth Miller, além do seriado da Pathé, Eagle of the Night.
Em 1929 sua carreira declinou, e atuou em apenas um filme, Campus Knights. Na transição para a era sonora, atuou em vários filmes B, e em 1930 atuou ao lado de Dorothy Sebastian e Neil Hamilton em Ladies Must Play, seu único filme naquele ano. Em 1932 atuou em This Sporting Age, e em 1933 atuou no seu talvez mais conhecido papel, ao lado de John Wayne em Somewhere in Sonora. Esse foi seu último papel creditado, depois disso atuou em pequenos papéis não-creditados. Seu último filme foi The White Parade, em 1934, num pequeno papel não-creditado, após o que abandonou a vida cinematográfica.

## Vida pessoal e morte
Casou uma única vez, em 1936, com o escritor John Collier, de quem se divorciou em 14 de dezembro de 1942.
Shirley se tornou, após deixar a carreira cinematográfica, uma importante agente literária, e dedicou-se à escrita inglesa. Em 2002 foi estabelecida a The Shirley Palmer Collier Scholarship Fund, uma fundação construída com donativos de Shirley e de seu irmão, Harold Palmer. A finalidade dessa fundação é prestar assistência financeira aos bons estudantes no campo da escrita da língua inglesa e incentivá-los a prosseguir estudos avançados no Department of English and American Studies.
Shirley morou em Los Angeles, Califórnia, até sua morte, em 29 de março de 2000, em consequência de uma queda aos 91 anos.

## Filmografia parcial
- A Bankrupt Honeymoon (1926)
- Burning Gold (1927)
- The Magic Flame (1927)
- Prowlers of the Sea (1928)
- Marriage by Contract (1928)
- Eagle of the Night (1928)
- Campus Knights (1929)
- Ladies Must Play (1930)
- This Sporting Age (1932)
- Somewhere in Sonora (1933)[4]